# Elizabeth Shaw
Elizabeth Shaw, född Wilkinson 1788, död 1869, var en brittisk affärsidkare.
Hon var dotter till en hårdvaruförsäljare i Colne, Lancarshire, och gifte sig 1813 med Johan Shaw (1782-1859), som ägde ett företag som sålde maskindelar i  Wolverhampton, Staffordshire. 
Paret har efterlämnat en omfattande korrespondens som har blivit föremål för forskning. Av den framgår hennes verksamhet i makens affärer. Deras brevväxling har tagits som exempel på hur verksamma gifta kvinnor i själva verket kunde vara i familjens affärer, trots att de formellt sett var omyndiga och juridiskt osynliga i affärslivet. Elizabeth Shaw fick i breven uttryckligen makens tillstånd att anställa och avskeda, gå igenom bokföring och ha tillgång till företagets kassa och göra inköp, och det framgår att denna roll var både erkänd och accepterad av omgivningen och företagets anställda och affärspartner. 
Detta har uppfattats som anmärkningsvärt i en tid när gifta kvinnor enligt lag var omyndiga och formellt sett inte borde ha några som helst befogenheter i affärslivet, men i själva verket torde det inte ha varit så ovanligt, även om det informella kompanjonskapet i detta fall är ovanligt väldokumenterat: ett liknande fall finns i den efterlämnade affärskorrespondensen mellan Anne McGrigor (1744-1832) och hennes make James Watts från den internationella ångmaskinsfirman Boulton & Watts. 